# Apistogramma pertensis
Apistogramma pertensis és una espècie de peix de la família dels cíclids i de l'ordre dels perciformes que es troba a Sud-amèrica: conca del riu Amazones.
Els mascles poden assolir els 3,9 cm de longitud total.